# Балабани
Балабани (на сръбски: Балабани) е село в Черна гора, част от Община Подгорица. Населението на селото през 2003 година е 938 души, предимно етнически черногорци.

## Население
- 1948 – 659 жители
- 1953 – 743 жители
- 1961 – 793 жители
- 1971 – 932 жители
- 1981 – 605 жители
- 1991 – 564 жители
- 2003 – 938 жители

### Етнически състав
(2003)
- 525 (55,97 %) – черногорци
- 354 (37,73 %) – сърби
- 31 (3,30 %) – югославяни
- 4 (0,42 %) – македонци
- 1 (0,10 %) – мюсюлмани
- 3 (0,31 %) – непознати

|  | Тази страница частично или изцяло представлява превод на страницата „Балабани“ в Уикипедия на сръбски. Оригиналният текст, както и този превод, са защитени от Лиценза „Криейтив Комънс – Признание – Споделяне на споделеното“, а за съдържание, създадено преди юни 2009 година – от Лиценза за свободна документация на ГНУ. Прегледайте историята на редакциите на оригиналната страница, както и на преводната страница, за да видите списъка на съавторите. ВАЖНО: Този шаблон се отнася единствено до авторските права върху съдържанието на статията. Добавянето му не отменя изискването да се посочват конкретни източници на твърденията, които да бъдат благонадеждни. |